# Ермаков, Владимир Александрович
Влади́мир Алекса́ндрович Ермако́в (6 июня 1949 — 2 июля 2024, Орёл) — русский писатель, поэт, эссеист, библиограф и архивист, заслуженный работник культуры РФ. Лауреат Горьковской литературной премии (2011). Лауреат всероссийского конкурса СМИ «Золотой гонг» (2015). Член Союза писателей России.

## Биография
Родился 6 июня 1949 года на станции Петушки Владимирской области. С 1961 года жил в Орловской области. В 1971 году окончил исторический факультет Орловского пединститута. До и после него работал грузчиком на заводе, архивистом, библиографом, заместителем директора СПТУ, заведующим автоклубом. Отслужил в рядах СА на Дальнем Востоке. С 1975 до 2000 года работал в Орловском краеведческом музее.
Первая публикация в 1974 г.; далее несколько стихотворений в областных газетах. В силу оппозиции к соцреализму дальнейших попыток к публикации не предпринимал вплоть до конца 80-х годов. С середины 80-х работал в жанре эссе. С начала 90-х гг. активно публиковался. Наиболее значимые публикации связаны с журналами «Дружба народов» (Москва) и «Parnasso» (Хельсинки). Основные тексты вошли в книги, изданные в Орле.
С 2001 года был постоянным участником Яснополянских международных писательских встреч; его выступления неизменно включались в итоговые альманахи. В 2007 году был участником популярного в Европе поэтического фестиваля «XXXVI Варшавская поэтическая осень». По приглашению Фонда социальных и интеллектуальных программ вёл мастер-классы по прозе на VII и VIII Форумах молодых писателей в Липках (от журнала «Дружба народов»). Участвовал в работе Российского литературного собрания (Москва 21 ноября 2013). По творчеству В. А. Ермакова написано несколько курсовых и дипломных работ в Орловском университете, а также опубликовано несколько статей в университетских научных сборниках.

В марте 2011 года удостоен Горьковской литературной премии (Российский фонд культуры и издательский дом «Литературная учёба») в номинации «Несвоевременные мысли» (эссеистика) за книгу «Птицы радости и печали».
Умер 2 июля 2024 года в три часа ночи в Орле в областной клинической больнице от обширного инфаркта.

### Отзывы
Владимир Ермаков — фигура выдающаяся в нынешнем литературном пейзаже. И по мастерству письма, и по глубине интуиции. Книг у него за плечами за десять лет работы — с полдюжины; опыт поэта и эссеиста уникален; филигранная отделка текста сочетается с игрой воображения на грани парадокса, и все это уложено в четкий этюдный размер, не дающий уму растечься, скрупулезно выверенный с первой строки до последней…
<Владимир Ермаков> пытается совладать с данностью, перед которой бессилен повседневный разум, а темная интуиция непрерывно сигнализирует о катастрофе… И все же я ищу у Ермакова надежду на выход.
Отдаю должное мастерству автора и его философскому бесстрашию. Владимир Ермаков — ярчайшее имя в современной словесности.Лев Аннинский, писатель, критик
Так много правильного, полезного, настоящего! Как по сути, так и в методе — «вытаскивать» философию из языка: умозрение, бытие и быт. Поскольку язык — русский, философия тоже оказывается очень русской…Герман Садулаев, писатель
Редкий по философской глубине и — одновременно — литературному изяществу текст. Авторские эссе Ермакова призывают вспомнить лучшие страницы отечественной публицистики и поверить, что русская философствующая литература жива и продолжается…Алексей Кара-Мурза, философ
Владимир Ермаков своим личным примером и своим талантом возрождает лучшие традиции русской литературы и журналистики Серебряного века.Павел Басинский, критик, писатель
Проза Владимира Ермакова — это поразительное сочетание бесстрашия и задумчивости. Ермаков безоглядно идет вперед, но странным образом видит все, что происходит вокруг него. У этого человека зрение стрекозы.Алексей Варламов, писатель, филолог
Владимир Ермаков — один из тех русских писателей, кто знает, что настоящая эссеистика — это не размытые и вялые рассуждения о том, о сём, а отточенное и драматическое повествование, приключение мысли и концентрация чувства. Знает — и умеет делать такую эссеистику.Владислав Отрошенко, прозаик, эссеист
Проблема смысла жизни не всеми относится к числу повседневных. Некоторые вообще не считают ее проблемой и выносят за скобки бытия. Владимир Ермаков эти скобки раскрывает. Он считает, что без ответа на вопрос о смысле жизни нет смысла и в повседневности. Ответ ищет в философии и в поэзии. Поэзия Ермакова философична, а философия поэтична.Евгений Водолазкин, писатель, филолог
Ермаков — мастер своего дела. Его эссе глубоко продуманы; их не исчерпать однократным прочтением.Миикка Лаихинен, литературный критик (Финляндия)
Блестящая эссеистика!Марья-Леена Миккола, писатель, переводчик (Финляндия)

### Авторские книги
- 1997 — «Прогулки в сумерки»
- 1998 — «Повторение пройденного»
- 2001 — «Безвременник»
- 2003 — «Как бы книга»
- 2006 — «Разноголосье»
- 2008 — «Птицы радости и печали»
- 2008 — «Музыка во льду»
- 2011 — «Созерцание руин»
- 2011—2015 — «Осадок дня» (1-5)
- 2016 — «В поисках утраченной метафизики»
- 2017 — «Филин на развалинах»
- 2019 — «Между прежде и после»

### Зарубежные издания
- VARJO Ahdistuksen ja toivon esseet. Helsinki 2015

(ТЕНЬ ТОЛСТОГО Эссе о тревоге и надежде. Хельсинки 2015)
рецензия: — Mikka Laihinen «Siirtymäkauden syvämietteistä tulevaisuuteen» -
«Sãrõ» # 31-32 2017 (Хельсинки);

### Публикации в периодике
- «Дружба народов», Москва
- «Литературная учёба», Москва
- «Вопросы литературы», Москва
- «Юность», Москва
- «Родина», Москва
- «Аргамак», Набережные Челны
- «Гостиный двор», Оренбург
- «День и ночь», Красноярск
- «Простор», Алма-Ата
- «Parnasso», Хельсинки
- «Kirjalija», Хельсинки
- «Idäntutkimus», Хельсинки
- «Sãrõ», Хельсинки
- «Kritikki / Nuori voima», Хельсинки
- «Miesiecznik», Варшава
- «Social sciences», Миннеаполис
- «Eurozine», (Международное интернет-издание)
- и др.

### Биобиблиографические справки
- «Русская литература сегодня. Малая литературная энциклопедия», М., 2012
- «Журналисты России. XX—XXI»: Справочно-энциклопедическое издание. М., 2013

## Награды
- Заслуженный работник культуры Российской Федерации 1998.
- Горьковская литературная премия (2011).